# 三河湾リゾートリンクス
三河湾リゾートリンクス（みかわわんリゾートリンクス）は、愛知県西尾市吉良町宮崎中道下15に所在する会員制リゾートホテル。三河湾を見渡せる吉良ワイキキビーチ（宮崎海水浴場）沿いにある。

## 沿革
1991年（平成3年）6月に株式会社三河湾リゾートリンクスが設立され、8月に本館が開業した。愛知県岡崎市に本社を置く不動産デベロッパーの株式会社フジケンの100%出資子会社である。2016年（平成28年）には長野県駒ヶ根市の駒ヶ根ビューホテル四季の営業権を駒ヶ根観光開発から継承した。
2005年（平成17年）から三河湾リゾートリンクスの駐車場にて、毎年春に野外フェス「ロックオンザロック」を開催している。2010年（平成22年）8月には開業20周年を迎えた。

## 施設
本館と別館がある。本館は地上14階、別館は地下1階・地上2階建てとなっている。建物の中には屋内プール、大浴場、露天風呂、ゲームセンター、カラオケセンターなどのアミューズメント施設がある。かつて別館では日帰り入浴施設クスパが営業していたが、施設改良によって閉鎖され、現在はエステなどが営業している。

## 交通アクセス
鉄道
- 名鉄西尾線・蒲郡線 吉良吉田駅から送迎バスを利用。